# Landkreis Hof

Bevolkingsontwikkeling Landkreis Hof

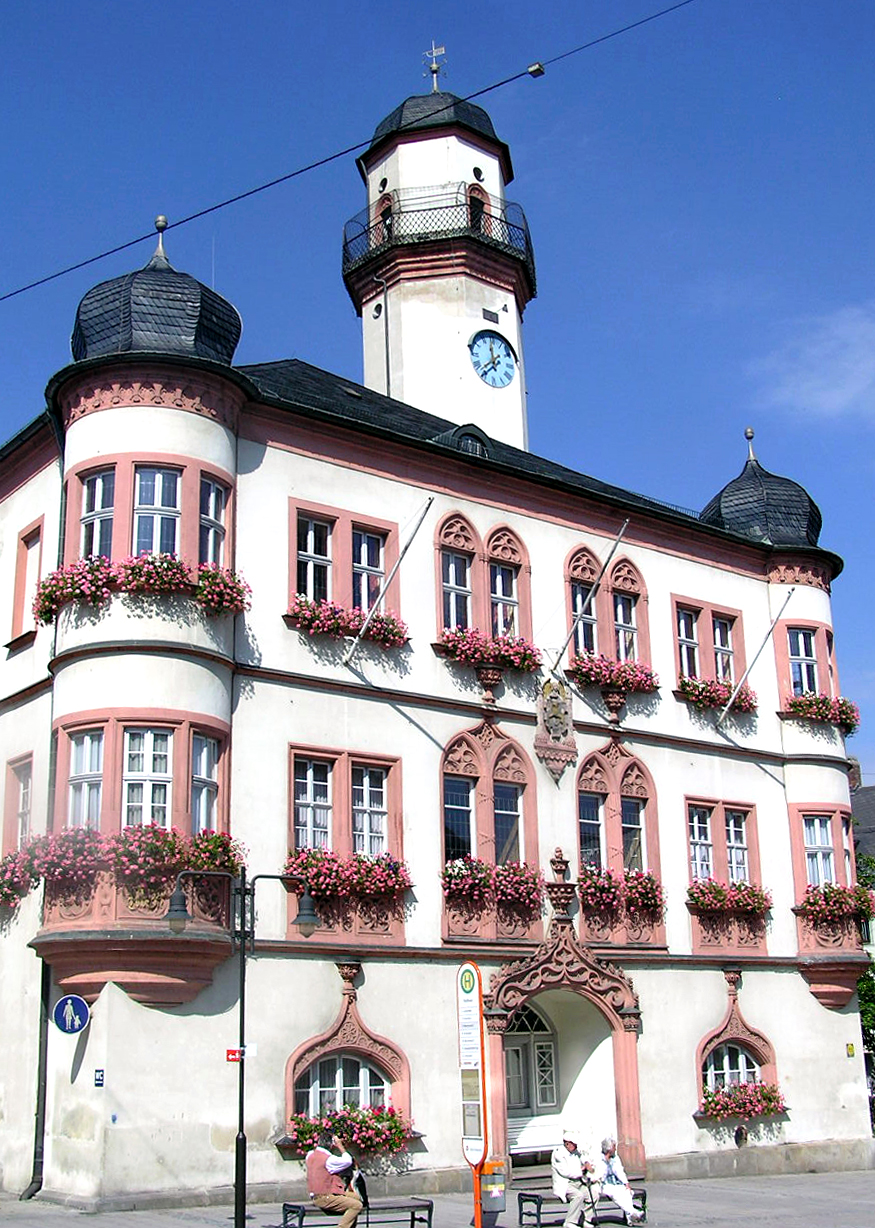
Rathaus Hof

Landkreis Hof is een Landkreis in de Duitse deelstaat Beieren. De Landkreis telt 94.522 inwoners (31 december 2020) op een oppervlakte van 892,55 km². Het bestuur zetelt in de stad Hof die echter als Kreisfreie Stadt zelf geen deel uitmaakt van de Landkreis.

## Indeling

Kaart Landkreis Hof

Landkreis Hof is verdeeld in 27 gemeenten. Hiervan hebben er negen de status van stad, terwijl vijf gemeenten zich Markt mogen noemen. Een viertal kleinere natuurgebieden zijn niet bij een gemeente ingedeeld.
Steden
1. Helmbrechts
2. Lichtenberg
3. Münchberg
4. Naila
5. Rehau
6. Schauenstein
7. Schwarzenbach an der Saale
8. Schwarzenbach am Wald
9. Selbitz

Märkte
1. Bad Steben
2. Oberkotzau
3. Sparneck
4. Stammbach
5. Zell im Fichtelgebirge

Overige gemeenten
1. Berg
2. Döhlau
3. Feilitzsch
4. Gattendorf
5. Geroldsgrün
6. Issigau
7. Köditz
8. Konradsreuth
9. Leupoldsgrün
10. Regnitzlosau
11. Töpen
12. Trogen
13. Weißdorf

Aichach-Friedberg · Altötting · Amberg · Amberg-Sulzbach · Ansbach (stad) · Landkreis Ansbach · Aschaffenburg (stad) · Landkreis Aschaffenburg · Augsburg (stad) · Landkreis Augsburg · Bad Kissingen · Bad Tölz-Wolfratshausen · Bamberg (stad) · Landkreis Bamberg · Bayreuth (stad) · Landkreis Bayreuth · Berchtesgadener Land · Cham · Coburg (stad) · Landkreis Coburg · Dachau · Deggendorf · Dillingen an der Donau · Dingolfing Landau · Donau-Ries · Ebersberg · Eichstätt · Erding · Erlangen · Erlangen-Höchstadt · Forchheim · Freising · Feyung-Grafenau · Fürstenfeldbruck · Fürth (stad) · Landkreis Fürth · Garmisch-Partenkirchen · Günzburg · Haßberge · Hof (stad) · Landkreis Hof · Ingolstadt · Kaufbeuren · Kelheim · Kempten im Allgäu · Kitzingen · Kronach · Kulmbach · Landsberg am Lech · Landshut (stad) · Landkreis Landshut · Lichtenfels · Lindau · Main-Spessart · Memmingen · Miesbach · Miltenberg · Mühldorf am Inn · München · Landkreis München · Neuburg-Schrobenhausen · Neumarkt in der Oberpfalz · Neurenberg · Neustadt an der Aisch-Bad Windsheim · Neustadt an der Waldnaab · Neu-Ulm · Nürnberger Land · Oberallgäu · Ostallgäu · Passau (stad) · Landkreis Passau · Pfaffenhofen an der Ilm · Regen · Regensburg (stad) · Landkreis Regensburg · Rhön-Grabfeld · Rosenheim (stad) · Landkreis Rosenheim · Roth · Rottal-Inn · Schwabach · Schwandorf · Schweinfurt (stad) · Landkreis Schweinfurt · Starnberg · Straubing · Straubing-Bogen · Tirschenreuth · Traunstein · Unterallgäu · Weiden in der Oberpfalz · Weilheim-Schongau · Weißenburg-Gunzenhausen · Wunsiedel im Fichtelgebirge · Würzburg (stad) · Landkreis Würzburg
Bad Steben ·
Berg ·
Döhlau ·
Feilitzsch ·
Gattendorf ·
Geroldsgrün ·
Helmbrechts ·
Issigau ·
Köditz ·
Konradsreuth ·
Leupoldsgrün ·
Lichtenberg ·
Münchberg ·
Naila ·
Oberkotzau ·
Regnitzlosau ·
Rehau ·
Schauenstein ·
Schwarzenbach a.Wald ·
Schwarzenbach a.d.Saale ·
Selbitz ·
Sparneck ·
Stammbach ·
Töpen ·
Trogen ·
Weißdorf ·
Zell